# Irokese talen

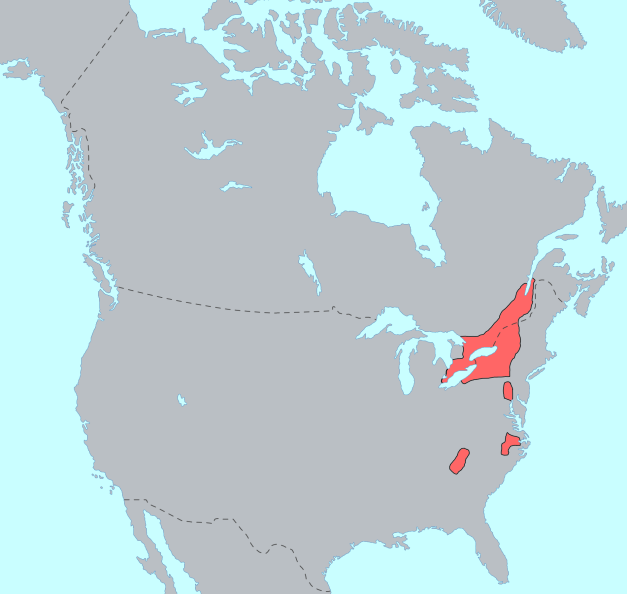
Pre-colombiaans verspreiding van de Irokese talen.

Irokese talen zijn een inheemse taalfamilie in Noord-Amerika. De taalfamilie bevat onder andere Mohawk, Huron-Wyandot en Cherokee.

## Grammaticale eigenschappen
De Irokese talen zijn polysynthetische talen. Dit betekent een sterke synthese
waarin morfemen aan elkaar worden vastgeplakt tot nieuwe woorden. De grammatica kan worden verdeeld in drie categorieën: werkwoorden, zelfstandige naamwoorden en partikels. De meest bijzondere eigenschap van deze talen, is dat de werkwoorden allemaal reduceerbaar zijn tot een wortel en niet zonder prefix of suffix kunnen verschijnen.

## Familie onderverdeling
De Irokese taalfamilie bevat 11 talen:
- Zuid Irokees
  - 1. Cherokee
- Noord Irokees
  - Tuscarora-Nottoway
    - 2. Tuscarora
    - 3. Nottoway

  - Huronian
    - 4. Neutral
    - 5. Huron-Wyandot

  - Irokees en Susquehannock
    - 6. Seneca
    - 7. Cayuga
    - 8. Susquehannock
    - 9. Onondaga

  - Mohawk-Oneida
    - 10. Oneida
    - 11. Mohawk